# Banksia ericifolia
Banksia à feuilles de bruyère
Espèce
Classification phylogénétique
Banksia ericifolia, le banksia à feuilles de bruyère, connu en Australie sous le nom de « Banksia lanterne » (Lantern Banksia), est une espèce de plantes à fleurs de la famille des Proteaceae. C'est un arbrisseau originaire d'Australie.
On le trouve dans deux zones distinctes du centre et du nord de la Nouvelle-Galles du Sud à l'est de la cordillère australienne. Il y est bien connu pour ses inflorescences automnales orange ou rouges, qui contrastent avec son feuillage vert à feuilles  étroites évoquant celles de la bruyère ; il a généralement le port d'un arbrisseau ou d'un arbuste qui peut atteindre six mètres en hauteur et en diamètre, bien qu'il n'ait le plus souvent que la moitié de cette taille. Dans les landes exposées et dans les régions littorales il ne dépasse pas le plus souvent un à deux mètres.
Banksia ericifolia est l'une des espèces originelles de Banksia collectées par Joseph Banks dans le secteur de Botany Bay en 1770 et a été identifiée en 1782 par Linné le Jeune, fils de Linné. L'espèce a été subdivisée en deux sous-espèces : 
- Banksia ericifolia subspecies ericifolia, de la région de Sydney,
- Banksia ericifolia subspecies macrantha, de la région de Northern Rivers sur la côte nord de la Nouvelle-Galles-du-Sud, qui a été reconnue en 1996.

Banksia ericifolia est une plante largement cultivée dans les jardins  australiens de la côte Est depuis de nombreuses années, également utilisée, dans une moindre mesure, en fleuristerie pour la production de fleurs coupées. Des cultivars nains, tels que Banksia 'Little Eric', sont devenus très populaires ces dernières années avec la mode des petits jardins.

## Description

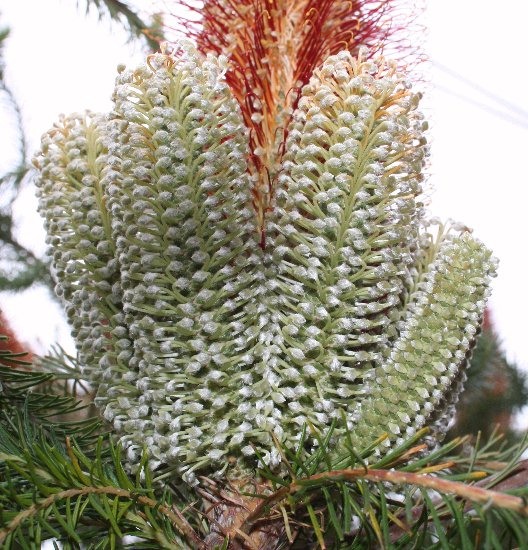
Banksia ericifolia 'White Candles', forme rare aux épis ramifiés.

Banksia ericifolia forme un grand arbrisseau pouvant atteindre six mètres de haut, mais souvent plus petit, environ un à deux mètres, dans les stations exposées telles que les landes du littoral ou en montagne. L'écorce de couleur grise et lisse et assez mince porte des lenticelles ; elle peut toutefois s'épaissir sensiblement avec l'âge.
Les feuilles linéaires vert foncé sont petites et étroites, de 9 à 20 mm de long et jusqu'à  1 mm de large, présentant généralement deux petites dents au sommet. Les feuilles sont très nombreuses et disposées alternativement sur les rameaux. Les nouvelles pousses apparaissent généralement en été et sont d'une belle couleur vert citron .
La floraison a lieu en automne ou en hiver dans les régions les plus fraîches ; les inflorescences sont des épis  de 7 à 22 cm de haut et de 5 cm de large environ. Chacune des fleurs est constituée d'un périanthe tubulaire composé de quatre tépales soudés, et d'un long style filamenteux. Caractère distinctif de la section taxonomique dans laquelle est classée l'espèce, les styles sont en forme de crochet plutôt que droits. L'extrémité des styles est initialement piégée dans la partie supérieure du périanthe, mais se libère au moment de l'anthèse, quand les fleurs s'ouvrent. Les épis sont globalement rouges ou dorés, avec des styles dorés, orange, rouge-orangé ou bordeaux. Certaines formes peu courantes ont des styles d'un rouge tranchant sur un périanthe blanchâtre. On peut voir, plus rarement, des formes aux inflorescences entièrement jaunes. Bien qu'ils ne soient pas terminaux, les épis floraux émergent de façon nettement proéminente au milieu du feuillage ; ils s'insèrent au niveau de nœuds âgés de deux à trois ans.
Les épis floraux défleuris virent au brun puis au gris avec l'âge ; les pièces florales fanées tombent rapidement, révélant de nombreux petits follicules gris foncé à noir mat finement fourrés. De forme oblongue et de 15 à 20 mm de diamètre, les follicules sont striés sur chaque  valve et restent fermés jusqu'à ce qu'ils soient brûlés lors d'un incendie. Banksia ericifolia répond aux incendies en se multipliant par semis, les plants parents étant détruits. Comme cette plante ne fleurit à l'état naturel qu'au bout de plusieurs années, elle est très sensible aux feux trop fréquents et a été éliminée des régions où cela s'est produit. Avec le temps et l'accumulation de cônes à follicules fertiles, la plante peut toutefois stocker jusqu'à 16 500 graines à l'âge de huit ans. Parfois, certains pieds peuvent produire des épis floraux ramifiés à partir d'un même bourgeon ; les épis produits peuvent être de tailles différentes,.

## Taxonomie

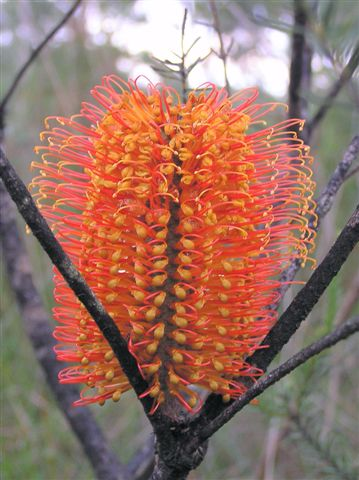
Forme plus commune à styles rouges sur fond orangé, Erowal Bay (Nouvelle-Galles-du-Sud)

Les premiers spécimens de Banksia ericifolia ont été récoltés à Botany Bay le 29 avril 1770 par Joseph Banks et Daniel Solander, naturalistes à bord de l'Endeavour lors du premier voyage du lieutenant (qui devint capitaine plus tard) James Cook dans l'océan Pacifique,.
La publication de l'espèce n'eut lieu cependant qu'en avril 1782, date à laquelle Linné le Jeune décrivit les quatre premières espèces de Banksia dans son Supplementum Plantarum. Linné différencia les espèces selon la forme des feuilles et les désigna selon ce critère. Ainsi l'espèce dont les feuilles rappelaient celles de la bruyère (classée à l'époque dans le genre Erica) reçu le nom spécifique ericaefolia, du latin erica, la bruyère, et folium, la feuille.
Le nom binomial de l'espèce est par conséquent   Banksia ericifolia L.f..
Le botaniste anglais Richard Salisbury décrivit cette plante en 1796 sous le nom de Banksia phylicaefolia, nom qui ne fut pas retenu par la suite. Alors que de nombreuses espèces ont subi beaucoup de changement taxonomiques au cours des 200 ans suivants, Banksia ericifolia en tant que concept d'espèce est resté inchangée jusqu'à ce que la forme septentrionale soit publiée en 1996 comme un taxon distinct, macrantha. Alf Salkin, botaniste amateur récent, avait noté ces différences dans sa thèse et donné à cette forme le nom infraspécifique provisoire, microphylla. Il releva aussi des différences dans les populations des montagnes Bleues et pensa qu'il devait exister trois formes distinctes au total, dont une pouvait être un hybride avec Banksia spinulosa var. cunninghamii.

### Sous-espèces
Deux formes géographiquement dissociées sont reconnues :
- Banksia ericifolia subsp. ericifolia : cette forme type se trouve dans le bassin de Sydney, au sud jusqu'à la région de l'Illawarra et au nord jusqu'à Collaroy, ainsi que dans les montagnes Bleues. Les feuilles des jeunes plants ont 2 à 6 dents sur chaque bord, tandis que les périanthes, de 19 à 22 mm de long, et les pistils 30 à 35 mm de long. Salkin a noté que cette sous-espèce poussait souvent en association avec Banksia spinulosa var. cunninghamii et que certains plants avaient des feuilles plus longues jusqu'à 20 à 25 mm de long aux bords entiers, ourlés. Il leur donna le nom de longifolia et supposa qu'il s'agissait d'hybrides[10].

- Banksia ericifolia subsp. macrantha : cette forme septentrionale se trouve sur la côte nord de la Nouvelle-Galles-du-Sud, depuis Crowdy Head jusqu'à la frontière du Queensland vers le nord. Décrite en tant que sous-espèce distincte en 1996 par Alex George à partir d'échantillons qu'il avait récoltés à Byron Bay en 1975, elle se distingue à son feuillage plus fin, à ses feuilles plus nombreuses et à ses grandes fleurs, au périanthe de 26 à 28 mm de long et au pistil de 46 à 48 mm de long. Les feuilles des jeunes plants ont une, parfois deux dents sur chaque côté. Salkin nota que les inflorescences tendaient à être terminales plutôt qu'axiales[10], et d'autres auteurs ont relevé qu'elles étaient parfois plus grandes que chez la sous-espèce type. À Crowdy Bay, en particulier, on trouve des spécimens dont les épis ont jusqu'à 26 cm de haut[2].

### Symbolique
En 1992, cette plante a été adoptée comme plante officielle de la ville de Sydney, et on peut la voir parfois dans les plates-bandes et parcs publics de la ville. Elle est connue sous le nom de wadanggari chez les populations locales Darug et Eora du bassin de Sydney.

## Distribution et habitat

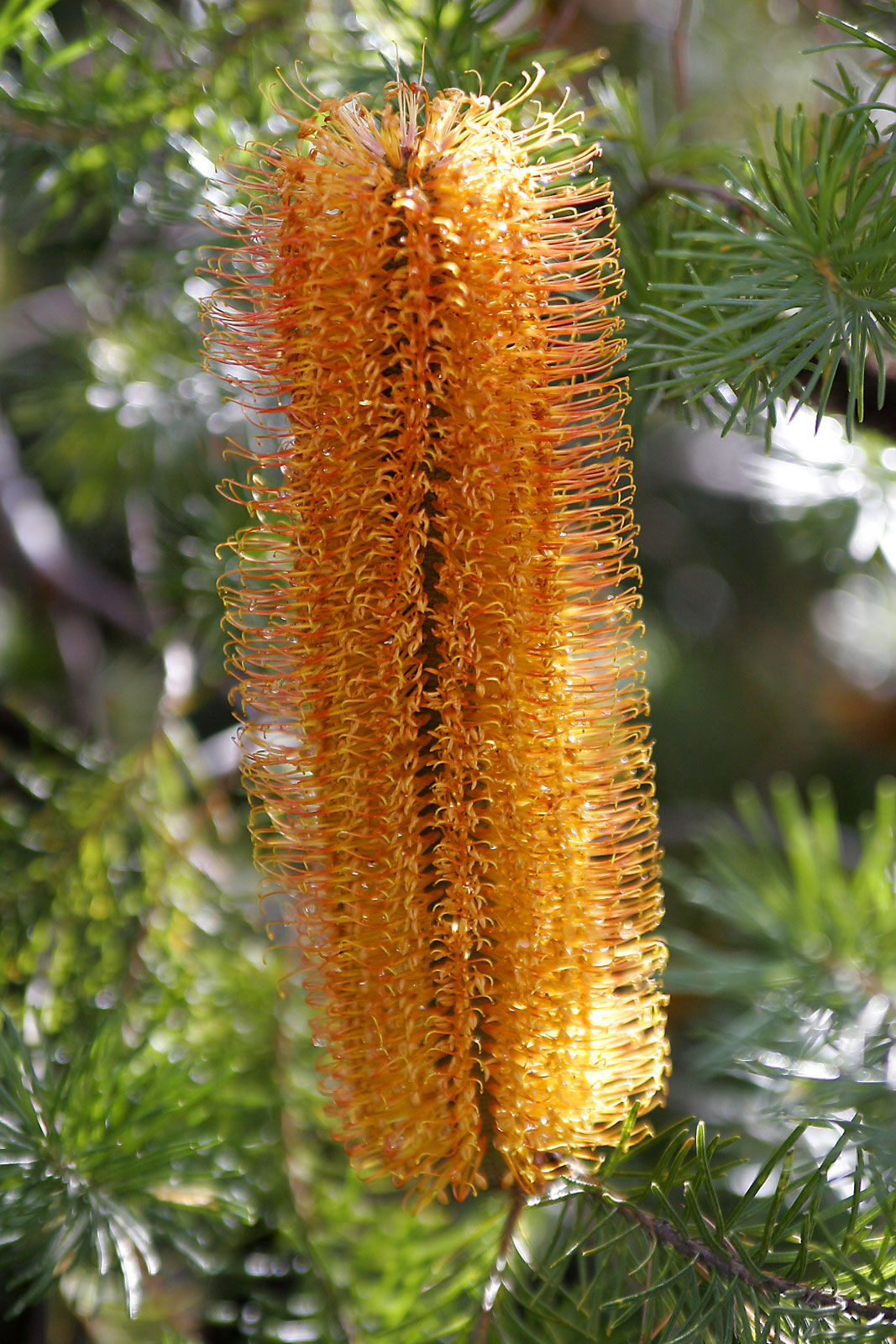
Fleurs orange et feuilles longues, Australian National Botanic Gardens

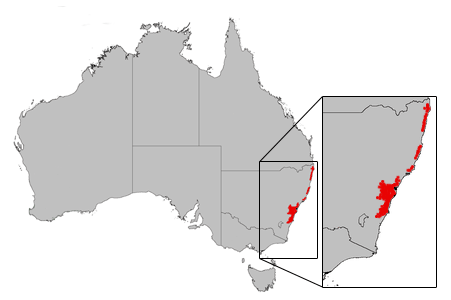
Aire de distribution de Banksia ericifolia

Dans la nature, la variété ericifolia se rencontre sur des sols acides dérivés du grès, soit dans des landes élevées dans une bande de deux kilomètres le long du littoral autour du bassin de  Sydney, depuis Collaroy jusqu'à Jervis Bay vers le sud, soit sur des sols de grès élevés dans des zones montagneuses telles que les montagnes Bleues ou la chaîne de Budawang. Ces landes sont souvent humides, du fait de la présence d'eaux souterraines, et peuvent même être carrément marécageuses. Elle peut former des fourrés épais en compagnie de Hakea teretifolia (Dagger Hakea) et de Allocasuarina distyla (Scrub She-oak).
Parmi les autres plantes associées figurent Leptospermum laevigatum (Coast Tea-tree) et des espèces de plus petite taille telles que Woollsia pungens. Les inflorescences sont une marque caractéristique des randonnées automnales dans les zones sableuses, telles que la Kings Tableland walk dans les Blue Mountains, et la Jennifer Street Boardwalk à Little Bay et dans le Royal National Park.
La sous-espèce septentrionale macrantha se trouve dans deux zones distinctes sur la côte à l'extrême nord de la Nouvelle-Galles du Sud ; la première s'étend depuis Crowdy Bay sur la Mid North Coast jusqu'au parc national de Hat Head au nord de  Port Macquarie, et la deuxième depuis le parc national de Yuraygir jusqu'à Kingscliff vers le nord, juste au sud de la frontière du Queensland. Cette variété est plus strictement côtière, la plupart des peuplements se trouvant à moins de deux kilomètres de la côte, mais peut aussi se trouver dans des zones marécageuses. Elle peut être associée à Banksia oblongifolia.

## Voir aussi

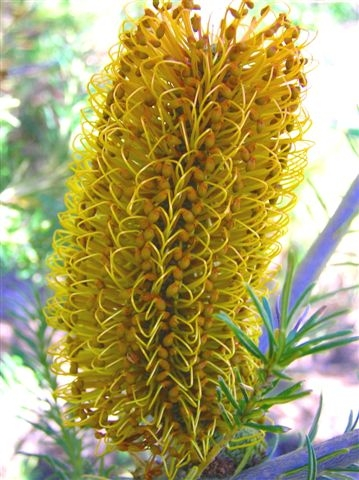
Banksia ericifolia, aux fleurs jaunes inhabituelles, en début de floraison, cultivé près de Falls Creek (Nouvelle-Galles-du-Sud)

### Source
- (en) Cet article est partiellement ou en totalité issu de l’article de Wikipédia en anglais intitulé « Banksia ericifolia » (voir la liste des auteurs).